# Alexander Woollcott
Alexander Humphreys Woollcott (Phalanx, Colts Neck, Nueva Jersey; 19 de enero de 1887 - Nueva York; 23 de enero de 1943) fue un crítico teatral y comentarista estadounidense de la revista The New Yorker,  miembro de la Mesa Redonda del Algonquin.
Sirvió de inspiración para Sheridan Whiteside, personaje principal de la obra El hombre que vino a cenar de George S. Kaufman y Moss Hart, y para el no menos desagradable personaje Waldo Lydecker en la clásica película Laura. Woollcott afirmaba también que Rex Stout se inspiró en él para crear a su brillante detective Nero Wolfe, pero Stout lo negó.
Escribió la crítica del debut de Los Hermanos Marx en Broadway, I´ll Say She Is, y se convirtió en pieza fundamental en el renacimiento de la carrera del grupo cómico. Comenzó una larga y estrecha amistad con uno de sus componentes, Harpo Marx. Uno de los hijos adoptados de Harpo se llamó Alexander en homenaje al crítico.
Personaje polémico y demoledor crítico teatral, fue una de las personas más influyentes del panorama artístico estadounidense en la primera mitad del siglo XX.

## Biografía

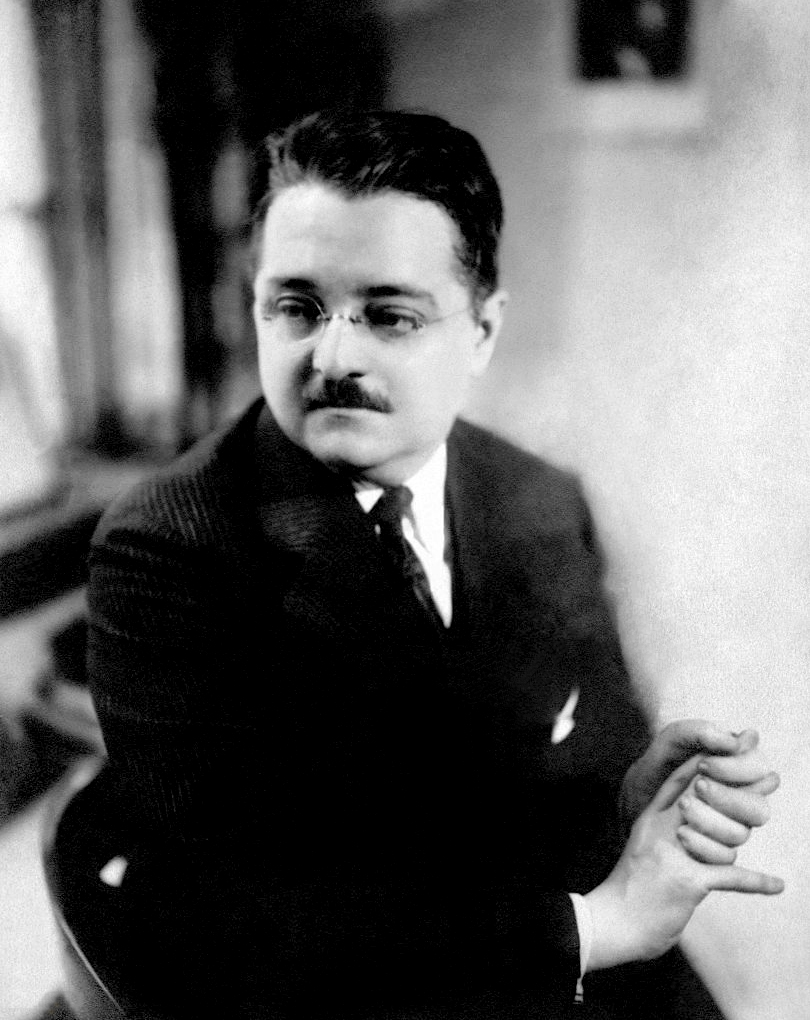
Alexander Woollcott en 1924

Apodado «Aleck», Woollcott nació en Phalanx, Nueva Jersey, cerca de Red Bank, Nueva Jersey, y se graduó en el Hamilton College de Clinton, estado de Nueva York. Con veinte años contrajo una parotiditis que le dejó parcialmente, sino completamente, impotente. Nunca se casó ni tuvo hijos, aunque tuvo numerosas amigas, entre ellas gente como Dorothy Parker o Neysa McMein, a quién propuso matrimonio un día después de casarse con su nuevo marido, Jack Baragwanath.
Woollcott nació en una casa de 85 habitaciones, un vasto edificio destartalado que había sido una comuna. Se llamó la North American Phalanx y estaba en Phalanx, Nueva Jersey. Hubo muchos experimentos sociales a mediados de la década de 1800, algunos más exitosos que otros. Cuando The Phalanx fracasó después de un incendio en 1854, fue asumida por la familia Bucklin, los abuelos maternos de Woollcott. Allí, entre su extensa familia, Woollcott pasó gran parte de su niñez. Su padre fue un Cockney irresponsable que fue a la deriva a través de varios oficios, algunas veces pasando largos periodos lejos de su mujer e hijos. La pobreza estuvo siempre cerca de su mano.
Los Bucklins y los Woollcotts eran ávidos lectores, dando al joven Aleck un amor para toda la vida por la literatura, especialmente las obras de Charles Dickens. Gracias a un amigo de la familia, el Dr. Alexander Humphreys (por el que fue llamado Alexander), Woollcott fue al colegio, graduándose en el Hamilton College, al norte del estado de Nueva York, en 1909. Allí, a pesar de su pobre reputación (su mote era "Pútrido") fundó un grupo de teatro, editó la revista literaria de los estudiantes y fue aceptado por una fraternidad.
Fue uno de los más prolíficos críticos de teatro del The New York Times y fue un personaje serio cuya agudeza mordaz era alegremente atractiva o bien vehementemente remelida por las comunidades artísticas de los años 1920 de Manhattan. Fue vetado durante un tiempo de revisar ciertos espectáculos de Broadway. Como resultado demandó a la organización del teatro Shubert por la violación de los Derechos Civiles de un Acto en Nueva York, pero perdió en la más alta corte estatal en 1916 por el asunto de que sólo la discriminación basada en raza, credo o color era ilegal. Desde 1929 a 1934 Woollcott escribió una columna llamada "Gritos y Rumores" para The New Yorker. Fue frecuentemente criticado por su estilo de escritura vistoso y florido y en contraste con sus contemporáneos James Thurber y S. J. Perelman, es leído actualmente, aunque su libro, While Rome Burns, publicado por Grosset & Dunlap en 1934, fue apodado en 1954 por el crítico Vincent Starrett como uno de los 52 "Libros Más Queridos del Siglo XX".

## Radio
Presentado como The Early Bookworm, Woollcott apareció por primera vez en la cadena de radio de la CBS en octubre de 1929, criticando libros en varios espacios de tiempo hasta 1933. Su programa de la CBS The Town Crier, que empezó el 21 de julio de 1933, abría con el timbre de una campana y un canto, "Hear ye, hear ye!", seguido de las observaciones literarias con las que Woollcott puntualizaba ácidas anécdotas. Patrocinado por Cream of Wheat (1934-35) y Grainger Tobacco (1937-38), continuó hasta el 6 de enero de 1938. No tuvo reservas para utilizar este foro para promover sus propios libros y las continuas menciones de su While Rome Burns (1934) lo convirtió en un superventas.
Fue uno de los hombres más citados de su generación. Entre las clásicas de Woollcott está su descripción del área de Los Ángeles como "Siete barrios en busca de una ciudad" — una ocurrencia a menudo atribuida a su amiga Dorothy Parker. Al describir al editor del The New Yorker, Harold Ross, dice: "Parece un Abe Lincoln deshonesto".
Woollcott, que reivindicó el Brandy Alexander, fue un mejunje llamado así después que él fuera conocido por su agudeza salvaje. Una vez dijo sobre otro agudo pianista contemporáneo: "No hay absolutamente nada malo de Oscar Levant que un milagro no puede corregir". También fue conocido por saludar a sus amigos con, "Hola, Repulsivo". También fue famosa, la crítica teatral más corta publicada en la historia enviando a su editor simplemente: "Ouch".

## Personalidad

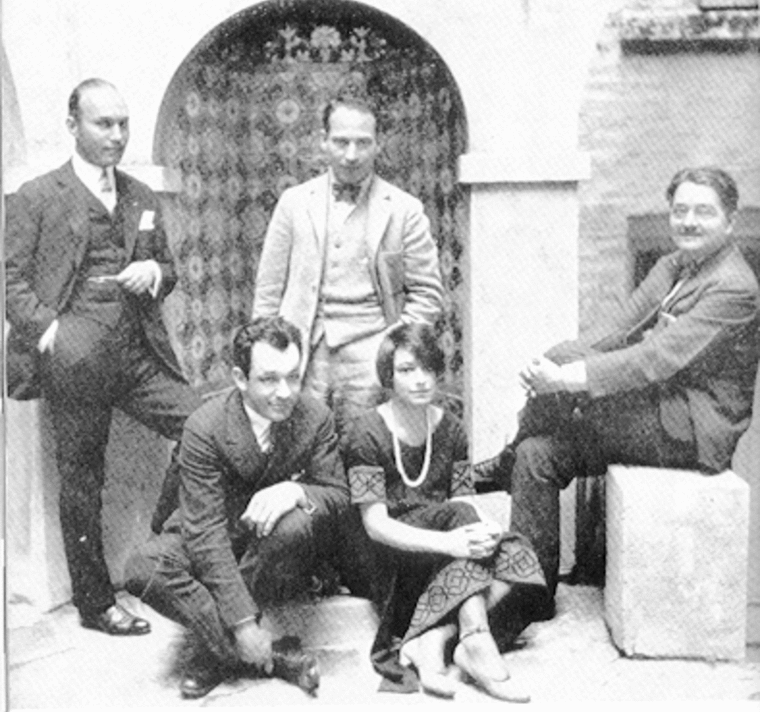
Mesa Redonda del Algonquin. Art Samuels, Harpo Marx, Charlie MacArthur, Dorothy Parker y Alexander Woollcott, hacia 1919.

Sus juicios eran frecuentemente excéntricos. Dorothy Parker dijo una vez: "Recuerdo escuchar a Woollcott decir que leer a Marcel Proust es como revolcarse en algún tipo de suciedad de agua de baño. Y entonces entraría en éxtasis sobre algo llamado, 'Valiant Is the Word for Carrie' y sabría que tendría lo suficiente de la Mesa Redonda del Algonquin.
Wolcott Gibbs, que a menudo editó el trabajo de Woollcott en The New Yorker, fue citado en el libro de James Thurber, The Years with Ross, en el que Woollcott escribió:
"Gritos y Rumores" trataba de la copia más extraña que nunca hubiera editado. Podrías sacar cada frase sin cambiar el sentido en particular. El departamento al completo, de hecho, a menudo no tenía más sustancia que una anécdota popular. Supongo que fue uno de los escritores más espantosos que han existido.
Después de ser echado a patadas del apartamento que compartía con los fundadores del The New Yorker, Harold Ross y su esposa Jane Grant, Woollcott se mudó al Hotel des Artistes en la parte nororiental de Manhattan y después se fue a un apartamento al final de la calle 52 Este. Los miembros de la Mesa Redonda del Algonquin tuvieron un debate sobre cómo llamar a su nueva casa. Franklin P. Adams sugirió que la llamara con la palabra india "Ocowoica", que significa "El-Pequeño-Apartamento-En-La-Ribera-Este-Que-Es-Difícil-De-Encontrar-Por-Un-Taxi". Pero Dorothy Parker dio con el nombre definitivo: Agudeza final.
Woollcott anhelaba ser tan creativo como la gente con la que se rodeaba. Entre muchos esfuerzos, intentó actuar y coescribir dos espectáculos para Broadway con el dramaturgo George S. Kaufman, apareciendo en otros dos. También hizo de Sheridan Whiteside, para el que fue una inspiración, en la producción itinerante de "The Man Who Came To Dinner" en 1940. Además apareció en varios cameos en películas entre los años 1930 y 1940.
Políticamente, Woollcott abogó por la normalización de las relaciones entre Estados Unidos y la URSS. Fue amigo del reportero Walter Duranty y del ministro de asuntos exteriores soviético Maxim Litvinov y viajó a la URSS en los años 1930, y envió a su amigo Harpo Marx a Moscú para una gira cómica en 1934.
Hacia el final de su vida, Woollcott se medió retiró a Neshobe, una isla que había comprado en el Lago Bomoseen en Vermont. El 23 de enero de 1943, colapsó de un ataque al corazón durante una discusión de la guerra en Europa en el programa de radio de la CBS La Plataforma de la Gente. Murió unas cuantas horas después, a la edad de 56 años.
Fue enterrado en Clinton, Nueva York, en el Hamilton College (su alma mater), pero no sin alguna confusión. Por error, sus cenizas fueron enviadas a la Universidad Colgate en Hamilton, Nueva York. Cuando el error fue corregido y las cenizas fueron reenviadas al Hamilton College, llegaron con una deuda de 67¢ de franqueo.

## Broadway
- Wine of Choice (comedia) Reparto: Alexander Woollcott como Binkie Niebuhr (21 de febrero de 1938 - marzo de 1938)
- Gift of Gab (comedia) (1934) Alexander Woollcott
- The Dark Tower (melodrama) escrita por Alexander Woollcott y George S. Kaufman (25 de noviembre de 1933 - enero de 1934)
- Brief Moment (comedia) Alexander Woollcott como Harold Sigrift (9 de noviembre de 1931 - febrero de 1932)
- The Channel Road (comedia) escrita por Alexander Woollcott y George S. Kaufman (17 de octubre de 1929 - diciembre de 1929)

## Películas
- Babes on Broadway (1941) - Woollcott tiene un cameo en este musical de Mickey Rooney y Judy Garland.
- Mr. W's Little Game (1935) - Papel corto de Woollcott, en el que hace un juego de palabras sobre un camarero y una rubia.
- El delator (1935) - Esta película, ganadora de cuatro premios Óscar, fue realizada por los amigos de Woollcott Ben Hecht y Charles MacArthur y protagonizada por el viejo amigo de Woollcott Noel Coward. Woollcott aparece en un papel de reparto.
- La señora Parker y el círculo vicioso. En 1994 es representado por el actor Tom McGowan en dicha película.

## Citas célebres
- "Todas las cosas que verdaderamente me gusta hacer son inmorales, ilegales o engordan."
- "Estoy cansado de escuchas decir que la democracia no funciona. Por supuesto que no funciona. Se supone que la tenemos que hacer funcionar."
- "Muchos de nosotros pasamos la mitad de nuestro tiempo deseando cosas que podríamos haber hecho si no hubiéramos pasado la mitad de nuestro tiempo deseándolas."
- "Alemania fue la causa de Hitler tanto como Chicago es responsable del Chicago Tribune."
- "No hay ninguna cosa más importante en la vida de nadie como un día sin importancia."
- "Su rabieta llegó y él partió en ella."
- "Un pueblo cateto es uno donde no hay un lugar para ir a donde no deberías ir."
- "Un inglés tiene una capacidad extraordinaria para volar a una gran calma."
- "A los 83, la mente de George Bernard Shaw no estaba tal vez tan bien como solía estar, pero estaba mejor que la de ningún otro."
- "No tengo ninguna necesidad de tu maldita simpatía. Sólo deseo estar entretenido por alguna de tus groseras reminiscencias."
- "¡Viene de tus gustos!... ¡Coge lo que puedas! ¡Agarra las oportunidades según lleguen! ¡Actúa en los recibidores! ¡Firma en las entradas! ¡Baila en los sótanos!"